# Neobidessodes bilita
Neobidessodes bilita är en skalbaggsart som först beskrevs av Watts 1978.  Neobidessodes bilita ingår i släktet Neobidessodes och familjen dykare. Inga underarter finns listade i Catalogue of Life.